# Materiale ceramico
Il materiale ceramico è generalmente un composto inorganico a stato solido, creato con impasto ceramico e prodotto da cottura, adoperato per vari utilizzi.

## Generalità
Vengono classificati in due grandi gruppi:
- materiali ceramici tradizionali;
- materiali ceramici avanzati.

I tradizionali sono materiali ceramici a base di argilla, silicati, generalmente sotto forma di sabbia di quarzo e feldspati, alluminosilicati che possono contenere Sodio (Na), Potassio (K), o Calcio (Ca). Sono poco resistenti e facilmente formati prima della cottura. Gli avanzati sono costituiti da composti puri o quasi puri, ottenuti per sintesi chimica. Presentano meno impurità e hanno proprietà superiori rispetto ai materiali ceramici tradizionali come l'elevata resistenza alle alte temperature e alla corrosione.

## Struttura e proprietà
La struttura della cella elementare, a causa della presenza di due o più elementi legati da legami covalenti o da legami ionici, dipende dal rapporto tra i raggi ionici degli elementi costituenti; ad esempio nel cloruro di sodio le dimensioni delle due specie chimiche sodio e cloro che costituiscono la struttura cristallina, non sono quelle atomiche ma quelle ioniche. Infatti nel legame il cloro acquista un elettrone che viene ceduto dal sodio. Lo ione cloro ha un raggio ionico maggiore del suo raggio atomico e lo ione sodio ha un raggio ionico minore del suo raggio atomico. Questo stesso aspetto è in parte presente anche nei ceramici con molecole covalenti che presentano uno spostamento della nuvola elettronica verso l'elemento più elettronegativo, generando così una zona con carica negativa e una con carica positiva.
I materiali ceramici possono essere rappresentati secondo la formula generale {\displaystyle A_{m}X_{n}}, in cui A è l'elemento metallico, X è l'elemento non metallico, m e n sono numeri interi.
Nel caso più semplice si ha m=n=1 e la formula generale si riduce a AX; in questo caso particolare le differenze tra i cristalli sono dovute ai differenti rapporti tra i raggi ionici degli elementi costituenti. Se le dimensioni ioniche sono simili, la struttura cristallina più stabile è del tipo cubico semplice; se invece il rapporto tra i raggi ionici degli elementi costituenti il reticolo si scosta molto dall'unità, la struttura cristallina più stabile è del tipo cubico a facce centrate.
I ceramici posseggono moduli elastici generalmente più grandi rispetto a quelli dei metalli per la maggiore rigidezza dei legami ionici o covalenti presenti; inoltre, hanno una bassa massa volumica poiché sono costituiti da atomi leggeri con una struttura solida spesso poco impaccata, di conseguenza i loro moduli specifici sono elevati.

## Applicazioni industriali ed utilizzo
I prodotti a base di argilla vengono utilizzati soprattutto in edilizia come le terrecotte, ma possono trovare largo impiego anche nei prodotti industriali: sanitari per il bagno. protesi dentarie, stoviglie, materiali ceramici refrattari per applicazioni con funzionamento ad alta temperatura, abrasivi, lame, membrane a osmosi inversa, ecc. I materiali ceramici avanzati invece sono particolarmente adatti in ambienti corrosivi e trovano grande utilizzo in campo automobilistico, aerospaziali e aeronautico, come turbine a gas, barriere termiche, anelli di tenuta, ecc.

## Utilizzo nell'edilizia
In edilizia indica una gamma di prodotti ottenuti per cottura ad elevata temperatura di masse plastiche minerali costituite fondamentalmente da impasti di argilla, acqua ed eventuali additivi.

### Tipi
I materiali ceramici per edilizia si distinguono in:
- materiali a pasta porosa non vetrinati: rappresentati dai laterizi e dalle terrecotte;
- materiali a pasta porosa vetrinati: rappresentati dalle maioliche e dalle terraglie;
- materiali a pasta compatta: costituiti dal gres e dalle porcellane.

I prodotti ceramici possono assumere aspetto e caratteristiche diversi a seconda:
- della qualità delle argille;
- della presenza di additivi nell'impasto;
- della temperatura e della modalità di cottura;
- degli eventuali trattamenti superficiali.

#### Prodotti ceramici a pasta porosa
I prodotti ceramici a pasta porosa sono quelli che acquisiscono una porosità più o meno accentuata, in relazione al tipo di cottura e al contenuto dell'impasto.
Sono prodotti ceramici a pasta porosa: monoporosa, bicottura rapida, bicottura tradizionale, laterizi.

#### Prodotti ceramici a pasta compatta
I prodotti ceramici a pasta compatta sono quelli che presentano bassissima porosità e buone doti di impermeabilità per effetto della saldatura delle particelle, ottenuta elevando la temperatura di cottura al punto di greificazione.
Sono prodotti ceramici a pasta compatta:
- grès rosso
- clinker
- grès porcellanato
- porcellane
- monocottura.

### Ciclo di fabbricazione

#### Escavazione dell'argilla
L'argilla viene prelevata da giacimenti superficiali (cave) o poco profondi, per mezzo di pale caricatrici, ruspe autocaricanti, ecc. e lasciata a lungo esposta agli agenti atmosferici in modo da favorirne la disgregazione, migliorarne l'omogeneizzazione, aumentarne la finezza e la plasticità.

#### Preparazione dell'argilla
La preparazione dell'argilla consiste nel trasformarla in un impasto omogeneo ed opportunamente dosato, allontanando le impurità indesiderate, mediante speciali macchine completamente meccanizzate e collegate tra loro con nastri trasportatori.

#### Foggiatura
Con la foggiatura o formatura si riduce il materiale grezzo nella forma desiderata, prima di consolidarlo definitivamente (e in modo irreversibile) con le lavorazioni successive.
I principali sistemi di foggiatura sono l'estrusione, la pressatura e il colaggio.

##### Estrusione
Nell'estrusione (o trafilatura), l'impasto di argilla, contenente una percentuale d'acqua tra il 15 e il 20%, viene compresso attraverso un'apertura a profilo prestabilito, detta filiera, ottenendo un filone di argilla della stessa sezione del manufatto da produrre. Il filone viene quindi tagliato in pezzi della lunghezza voluta da una tagliatrice a coltelli o a filo di acciaio. Si producono in questo modo la maggior parte dei mattoni pieni, i mattoni semipieni e forati, i blocchi forati per solai, le tavelle e i tavelloni.

##### Pressatura in stampi
Nella pressatura in stampi, l'impasto argilloso (con contenuto d'acqua del 5÷7%) viene costipato da particolari presse entro apposite forme, esercitando pressioni in grado di compattare il materiale, espellendo l'aria dalla massa e deformandone i grani.
Questa è la lavorazione tipica delle piastrelle, ma viene anche utilizzata per le tegole che però abitualmente sono estruse.

##### Colaggio
Il colaggio in stampi è impiegato per produrre ceramici di forma irregolare e molto complessa, come gli apparecchi igienico-sanitari.

#### Essiccamento
Per evitare fessurazioni e deformazioni per effetto della rapida evaporazione durante la cottura, prima di essere messi nel forno gli elementi vengono essiccati, in modo da ridurre al minimo la quantità di acqua contenuta. A seconda del materiale da trattare si utilizzano essiccatoi statici (a camere), continui (a tunnel), oppure di tipo "rapido" (a rulli).

#### Cottura
Durante la cottura, in genere eseguita in forni a tunnel, l'argilla perde la sua plasticità e subisce profonde trasformazioni fisico-chimiche, attraverso le quali raggiunge le sue caratteristiche finali. La temperatura di cottura varia, a seconda dei prodotti, da 900 a 1050 °C per i laterizi, e da 950 a 1400 °C per tutti gli altri prodotti ceramici.
I laterizi e le piastrelle non smaltate, che richiedono una sola cottura, concludono qui il loro ciclo di produzione. I prodotti smaltati possono invece essere fabbricati con due processi tecnologici diversi: bicottura e monocottura.

##### Bicottura
La bicottura, di cui la cottura sopra descritta costituisce la prima fase, detta cottura del supporto (biscotto), è seguita dalla smaltatura e da un'ulteriore cottura che serve a fondere e fissare lo smalto o la vetrina al supporto.

##### Monocottura
Nella monocottura (che dà il nome anche ai prodotti) la smaltatura avviene sul supporto essiccato. Segue un'unica cottura che produce contemporaneamente la trasformazione fisico-chimica del supporto e la fusione e il fissaggio dello smalto o della vetrina.

#### Smaltatura e decorazione
La smaltatura e la cottura del pezzo già cotto, viene chiamata bicottura, mentre monocottura se viene cotto 1 sola volta; il materiale che viene applicato sulla superficie, prende il nome generico di smalto, se è opaca, e di vetrina o "cristallina", se è trasparente. L'operazione viene effettuata con macchine completamente automatizzate o a mano per prodotti più pregiati.

#### Cottura dello smalto
La cottura dello smalto avviene in forni che portano alla fusione dello strato di rivestimento (e anche del supporto quando si tratta di monocottura), provocando la completa adesione dello smalto o della vetrina al supporto.

#### Selezione dei prodotti
Alla fine del processo di lavorazione, i prodotti ceramici (soprattutto le piastrelle e gli apparecchi sanitari) vengono selezionati e suddivisi in varie scelte, in base alla presenza o meno di determinati difetti.

## Galleria d'immagini

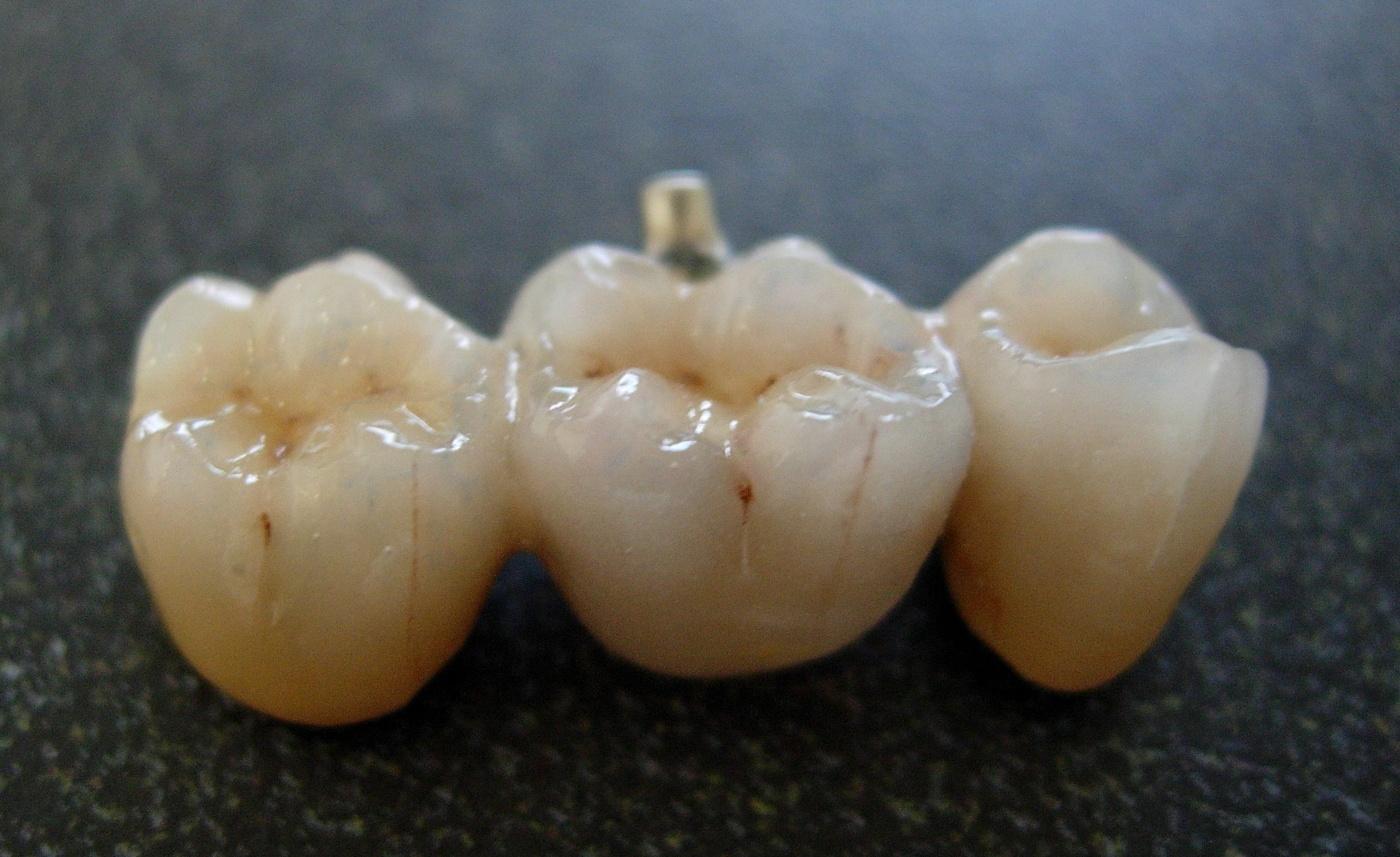
Protesi dentaria in materiale ceramico
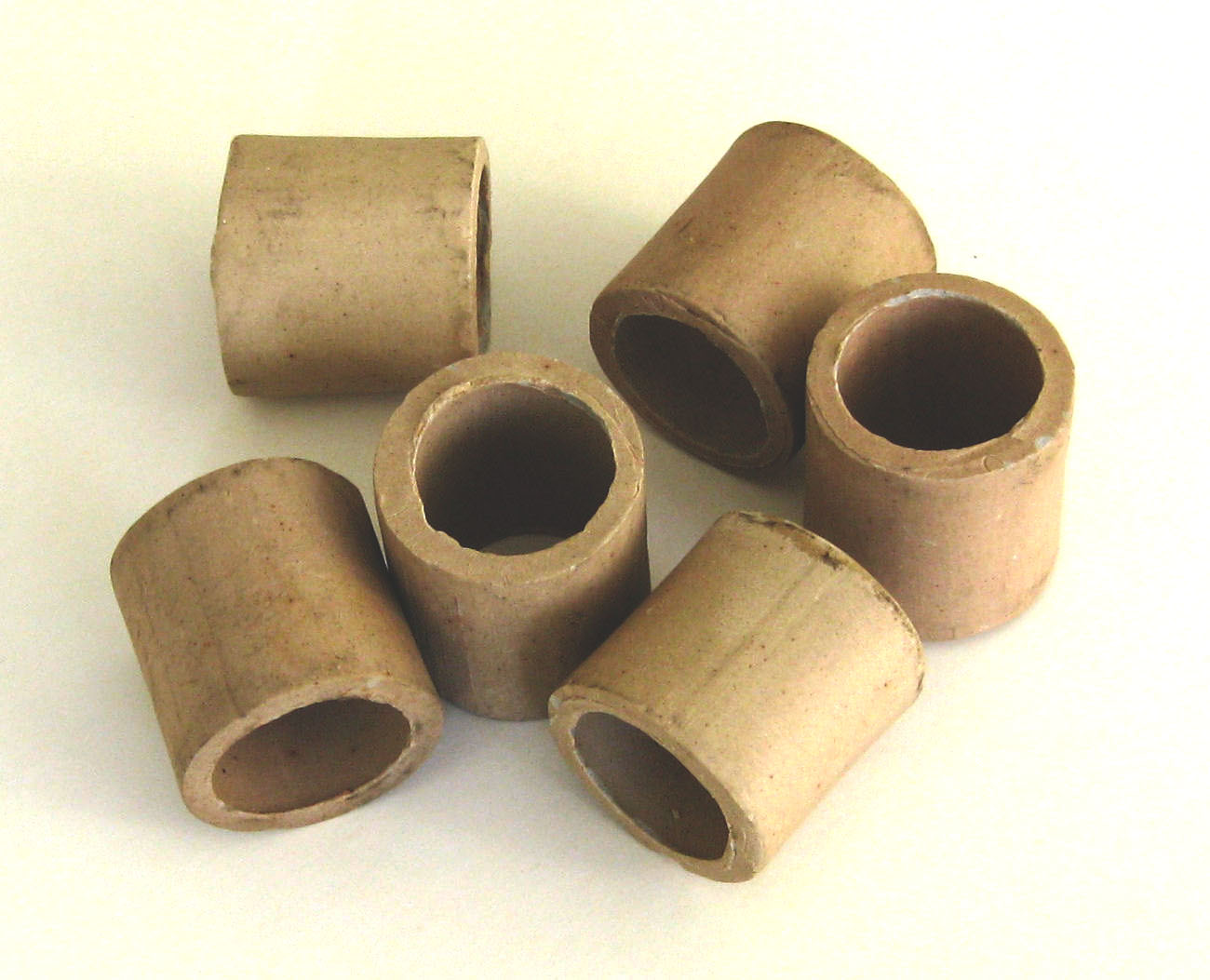
Elementi di materiale ceramico impiegati nelle colonne a riempimento
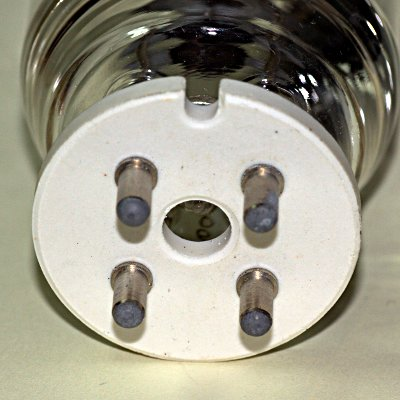
Disco ceramico come base di una valvola termoionica
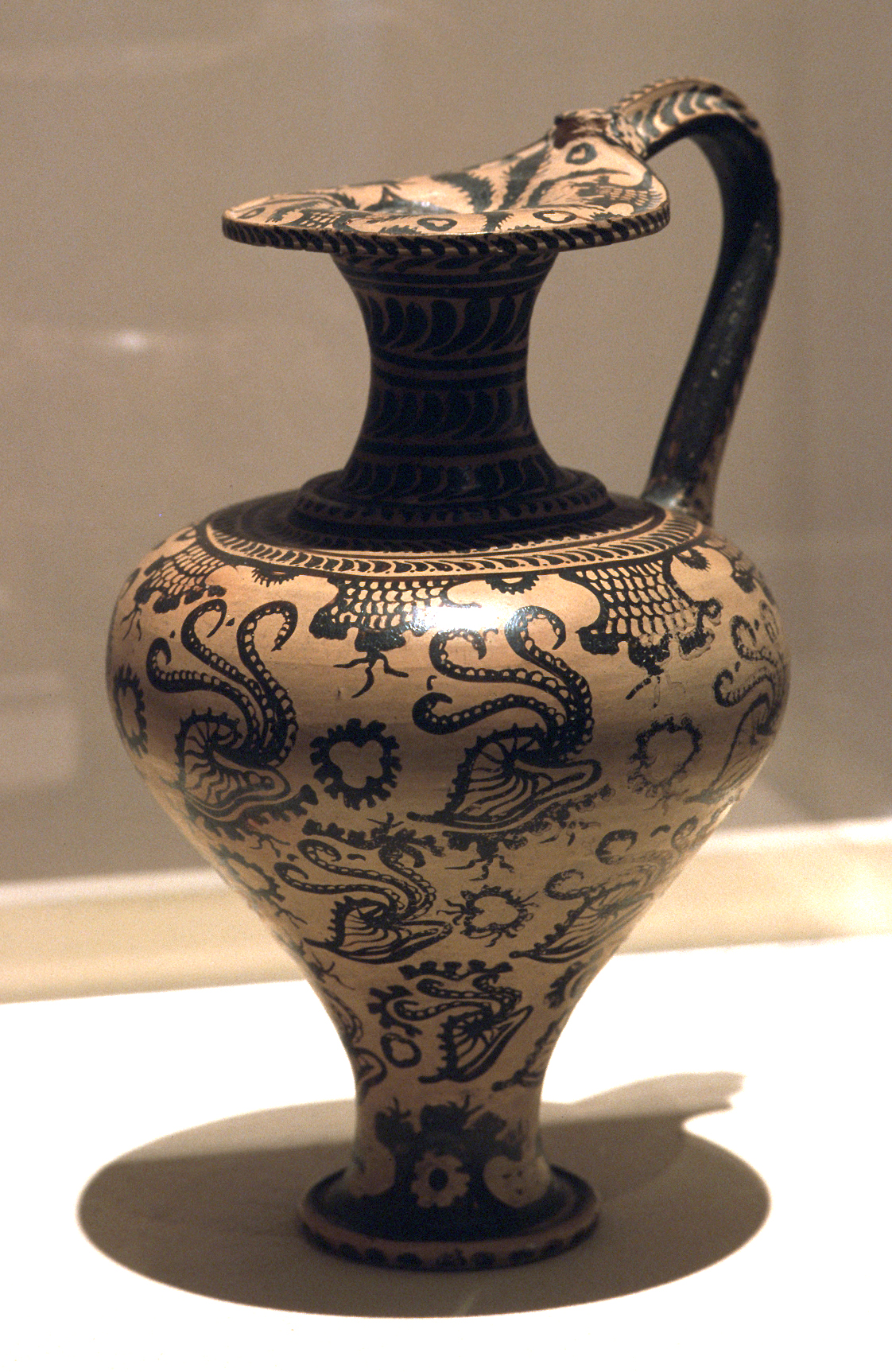
Antica brocca in materiale ceramico